# Mengambo
Pour les articles homonymes, voir Bamenyam (homonymie).
Le mengambo, aussi appelé bamenyan ou mamenyan, est une langue des Grassfields du groupe de langues nouns ; elle est parlée à Bamenyam au Cameroun.